# كارل كريبز
كارل كريبز (بالدنماركية: Carl Krebs)‏ هو لاعب جمباز فني دنماركي، ولد في 11 فبراير 1889 في آرهوس في الدنمارك، وتوفي في 15 مايو 1971 في سلاغيلس ‏ في الدنمارك.

## وصلات خارجية
- كارل كريبز على موقع اللجنة الأولمبية الدولية (الإنجليزية)
- كارل كريبز على موقع أوليمبيديا (الإنجليزية)